# Valencia Club de Fútbol 2017-2018
Questa voce raccoglie le informazioni riguardanti il Valencia Club de Fútbol nelle competizioni ufficiali della stagione 2017-2018.

## Maglie e sponsor
Il fornitore ufficiale di materiale tecnico per la stagione 2017-2018 è Adidas
|  | Casa | Trasferta | Terza maglia |

## Rosa
In corsivo i calciatori ceduti durante la stagione
| N. |                       | Ruolo | Calciatore         |
| -- | --------------------- | ----- | ------------------ |
| 1  | Spagna (bandiera)     | P     | Jaume Doménech     |
| 3  | Portogallo (bandiera) | D     | Rúben Vezo         |
| 4  | Colombia (bandiera)   | D     | Jeison Murillo     |
| 5  | Brasile (bandiera)    | D     | Gabriel Paulista   |
| 6  | Serbia (bandiera)     | D     | Nemanja Maksimović |
| 7  | Portogallo (bandiera) | D     | João Cancelo       |
| 7  | Portogallo (bandiera) | D     | Gonçalo Guedes     |
| 8  | Spagna (bandiera)     | C     | Álvaro Medrán      |
| 8  | Argentina (bandiera)  | A     | Luciano Vietto     |
| 9  | Italia (bandiera)     | A     | Simone Zaza        |
| 10 | Spagna (bandiera)     | C     | Dani Parejo        |
| 11 | Brasile (bandiera)    | C     | Andreas Pereira    |
| 13 | Brasile (bandiera)    | P     | Neto               |
| 14 | Spagna (bandiera)     | D     | José Gayà          |

| N. |                               | Ruolo | Calciatore         |
| -- | ----------------------------- | ----- | ------------------ |
| 15 | Spagna (bandiera)             | D     | Toni Lato          |
| 16 | Rep. Centrafricana (bandiera) | C     | Geoffrey Kondogbia |
| 17 | Francia (bandiera)            | C     | Francis Coquelin   |
| 18 | Spagna (bandiera)             | C     | Carlos Soler       |
| 19 | Spagna (bandiera)             | A     | Rodrigo            |
| 20 | Spagna (bandiera)             | A     | Ferrán Torres      |
| 21 | Spagna (bandiera)             | D     | Martin Montoya     |
| 22 | Spagna (bandiera)             | A     | Santi Mina         |
| 24 | Argentina (bandiera)          | D     | Ezequiel Garay     |
| 27 | Spagna (bandiera)             | C     | Gonzalo Villar     |
| 28 | Spagna (bandiera)             | P     | Cristian Rivero    |
| 29 | Spagna (bandiera)             | D     | Javi Jiménez       |
| 30 | Spagna (bandiera)             | D     | Nacho Vidal        |
| 31 | Spagna (bandiera)             | A     | Nacho Gil          |

## Calciomercato

### Sessione estiva
| Acquisti         | Acquisti           | Acquisti            | Acquisti                  |
| R.               | Nome               | da                  | Modalità                  |
| ---------------- | ------------------ | ------------------- | ------------------------- |
| A                | Simone Zaza        | Juventus            | definitivo (16 milioni €) |
| D                | Gabriel Paulista   | Arsenal             | definitivo (11 milioni €) |
| P                | Neto               | Juventus            | definitivo (7 milioni €)  |
| C                | Andreas Pereira    | Manchester Utd      | prestito (3 milioni €)    |
| A                | Fabián Orellana    | Celta Vigo          | definitivo (3 milioni €)  |
| D                | Jeison Murillo     | Inter               | prestito (1 milione €)    |
| C                | Nemanja Maksimović | Astana              | gratuito                  |
| C                | Geoffrey Kondogbia | Inter               | prestito                  |
| A                | Gonçalo Guedes     | Paris Saint-Germain | prestito                  |
| Altre operazioni |                    |                     |                           |
| R.               | Nome               | da                  | Modalità                  |
| A                | Álvaro Negredo     | Middlesbrough       | fine prestito             |
| A                | Pablo Piatti       | Espanyol            | fine prestito             |
| P                | Mathew Ryan        | Genk                | fine prestito             |
| D                | Aderlan Santos     | San Paolo           | fine prestito             |
| P                | Yoel Rodríguez     | Eibar               | fine prestito             |
| D                | Rúben Vezo         | Granada             | fine prestito             |
| A                | Robert Ibáñez      | Leganés             | fine prestito             |
| A                | Vinícius Araújo    | Huesca              | fine prestito             |

| Cessioni         | Cessioni           | Cessioni            | Cessioni                   |
| R.               | Nome               | a                   | Modalità                   |
| ---------------- | ------------------ | ------------------- | -------------------------- |
| P                | Mathew Ryan        | Brighton            | definitivo (6 milioni €)   |
| C                | Enzo Pérez         | River Plate         | definitivo (2,5 milioni €) |
| A                | Álvaro Negredo     | Beşiktaş            | definitivo (2,5 milioni €) |
| C                | Nani               | Lazio               | prestito (2 milioni €)     |
| A                | Pablo Piatti       | Espanyol            | definitivo (1,3 milioni €) |
| D                | Aderlan Santos     | San Paolo           | prestito (800 mila €)      |
| P                | Yoel Rodríguez     | Eibar               | definitivo (750 mila €)    |
| P                | Diego Alves        | Flamengo            | definitivo (300 mila €)    |
| A                | Vinícius Araújo    | Real Saragozza      | gratuito                   |
| D                | João Cancelo       | Inter               | prestito                   |
| D                | Aymen Abdennour    | Olympique Marsiglia | prestito                   |
| C                | Álvaro Medrán      | Alavés              | prestito                   |
| A                | Zakaria Bakkali    | Deportivo La Coruña | prestito                   |
| Altre operazioni |                    |                     |                            |
| R.               | Nome               | a                   | Modalità                   |
| D                | Eliaquim Mangala   | Manchester City     | fine prestito              |
| A                | Simone Zaza        | Juventus            | fine prestito              |
| A                | Munir              | Barcellona          | fine prestito              |
| A                | Fabián Orellana    | Celta Vigo          | fine prestito              |
| C                | Mario Suárez       | Watford             | fine prestito              |
| D                | Guilherme Siqueira | Atlético Madrid     | fine prestito              |

### Sessione invernale
| Acquisti | Acquisti         | Acquisti        | Acquisti                  |
| R.       | Nome             | da              | Modalità                  |
| -------- | ---------------- | --------------- | ------------------------- |
| C        | Francis Coquelin | Arsenal         | definitivo (14 milioni €) |
| A        | Luciano Vietto   | Atlético Madrid | prestito                  |

| Cessioni | Cessioni        | Cessioni   | Cessioni              |
| R.       | Nome            | a          | Modalità              |
| -------- | --------------- | ---------- | --------------------- |
| A        | Fabián Orellana | Eibar      | prestito (400 mila €) |
| A        | Robert Ibáñez   | Getafe     | gratuito              |
| A        | Nacho Gil       | Las Palmas | prestito              |

## Risultati

### Primera División

#### Girone di andata
| Arbitro: | Jesús Gil Manzano |

|          |           |  |
| Zaza 22’ | Marcatori |  |

| Arbitro: | David Fernández Borbalán |

|                  |           |                         |
| Asensio 10’, 83’ | Marcatori | 18’ Soler 77’ Kondogbia |

| Valencia 9 settembre 2017, ore 16:15 CEST 3ª giornata | Valencia               | 0 – 0 referto | Atlético Madrid | Mestalla (43 859 spett.)\| Arbitro: \| José González González \| |
| Arbitro:                                              | José González González |               |                 |                                                                  |

| Arbitro: | Carlos del Cerro Grande |

|            |           |             |
| Bardhi 41’ | Marcatori | 31’ Rodrigo |

| Arbitro: | Alfonso Álvarez Izquierdo |

|                                         |           |  |
| Mina 17’ Zaza 55’, 60’, 63’ Rodrigo 86’ | Marcatori |  |

| Arbitro: | Santiago Jaime Latre |

|                             |           |                                   |
| Elustondo 33’ Oyarzabal 59’ | Marcatori | 26’ Rodrigo 55’ I. Vidal 85’ Zaza |

| Arbitro: | Alejandro Hernández Hernández |

|                                        |           |                            |
| Zaza 27’ Parejo 34’ (rig.) Rodrigo 66’ | Marcatori | 59’ Aduriz 76’ Raúl García |

| Arbitro: | José María Sánchez Martínez |

|                                     |           |                                                                      |
| Campbell 79’ Sanabria 80’ Tello 84’ | Marcatori | 35’ Kondogbia 45’ Guedes 64’ Rodrigo 74’ Mina 88’ Zaza 90+3’ Pereira |

| Arbitro: | Xavier Estrada Fernández |

|                                     |           |  |
| Guedes 43’, 90+2’ Zaza 51’ Mina 85’ | Marcatori |  |

| Arbitro: | José González González |

|            |           |                             |
| Alexis 49’ | Marcatori | 36’ Zaza 66’ (rig.) Rodrigo |

| Arbitro: | Ricardo de Burgos Bengoetxea |

|                                        |           |  |
| Parejo 14’ Rodrigo 71’ Mina 82’ (rig.) | Marcatori |  |

| Arbitro: | Alejandro Hernández Hernández |

|  |           |                        |
|  | Marcatori | 67’ Kondogbia 83’ Mina |

| Arbitro: | Ignacio Iglesias Villanueva |

|             |           |          |
| Rodrigo 60’ | Marcatori | 82’ Alba |

| Arbitro: | David Medié Jiménez |

|             |           |  |
| Bergara 66’ | Marcatori |  |

| Arbitro: | José Luis Munuera Montero |

|                            |           |                |
| Zaza 28’ Parejo 81’ (rig.) | Marcatori | 46’ Iago Aspas |

| Arbitro: | Pablo González Fuertes |

|                     |           |          |
| Inui 49’ Jordán 87’ | Marcatori | 57’ Mina |

| Arbitro: | Daniel Trujillo Suárez |

|  |           |           |
|  | Marcatori | 24’ Bacca |

| Arbitro: | David Fernández Borbalán |

|                                      |           |          |
| Ramalho 27’ (aut.) Parejo 48’ (rig.) | Marcatori | 8’ Portu |

| Arbitro: | Javier Alberola Rojas |

|            |           |                        |
| Andone 88’ | Marcatori | 37’ Guedes 64’ Rodrigo |

#### Girone di ritorno
| Arbitro: | José Luis Munuera Montero |

|                              |           |         |
| Viera 20’ Calleri 53’ (rig.) | Marcatori | 5’ Mina |

| Arbitro: | Xavier Estrada Fernández |

|          |           |                                                      |
| Mina 58’ | Marcatori | 16’ (rig.), 38’ (rig.) Ronaldo 84’ Marcelo 89’ Kroos |

| Arbitro: | Ignacio Iglesias Villanueva |

|            |           |  |
| Correa 59’ | Marcatori |  |

| Arbitro: | David Medié Jiménez |

|                                       |           |             |
| Mina 17’ Vietto 65’ Parejo 89’ (rig.) | Marcatori | 18’ Postigo |

| Arbitro: | Daniel Trujillo Suárez |

|           |           |                                |
| Ideye 27’ | Marcatori | 80’ Coquelin 85’ (rig.) Parejo |

| Arbitro: | Pablo González Fuertes |

|               |           |               |
| Mina 34’, 68’ | Marcatori | 54’ Oyarzabal |

| Arbitro: | Jesús Gil Manzano |

|               |           |               |
| De Marcos 49’ | Marcatori | 23’ Kondogbia |

| Arbitro: | Alejandro Hernández Hernández |

|                      |           |  |
| Rodrigo 23’ Zaza 47’ | Marcatori |  |

| Arbitro: | Ricardo de Burgos Bengoetxea |

|  |           |                  |
|  | Marcatori | 25’, 68’ Rodrigo |

| Arbitro: | José Luis Munuera Montero |

|                                           |           |             |
| Rodrigo 19’ Zaza 33’ Laguardia 54’ (aut.) | Marcatori | 49’ Sobrino |

| Arbitro: | Mario Melero López |

|  |           |             |
|  | Marcatori | 62’ Rodrigo |

| Arbitro: | Jesús Gil Manzano |

|            |           |  |
| Rodrigo 7’ | Marcatori |  |

| Arbitro: | Carlos del Cerro Grande |

|                          |           |                   |
| L. Suárez 15’ Umtiti 51’ | Marcatori | 87’ (rig.) Parejo |

| Arbitro: | Ricardo de Burgos Bengoetxea |

|             |           |               |
| Rodrigo 69’ | Marcatori | 16’, 49’ Rémy |

| Arbitro: | Alberto Undiano Mallenco |

|                |           |          |
| Maxi Gómez 63’ | Marcatori | 59’ Mina |

| Valencia 29 aprile 2018, ore 18:30 CEST 35ª giornata | Valencia             | 0 – 0 referto | Eibar | Mestalla (40 328 spett.)\| Arbitro: \| Santiago Jaime Latre \| |
| Arbitro:                                             | Santiago Jaime Latre |               |       |                                                                |

| Arbitro: | Jesús Gil Manzano |

|            |           |  |
| Gaspar 86’ | Marcatori |  |

| Arbitro: | Ignacio Iglesias Villanueva |

|  |           |            |
|  | Marcatori | 61’ Vietto |

| Arbitro: | David Medié Jiménez |

|                     |           |              |
| Zaza 28’ Guedes 77’ | Marcatori | 80’ L. Pérez |

### Coppa del Re
| Arbitro: | David Medié Jiménez |

|  |           |                          |
|  | Marcatori | 81’ Rodrigo 90+1’ Parejo |

| Arbitro: | Mario Melero López |

|                                   |           |           |
| Mina 28’, 59’ Ibáñez 68’ Vezo 86’ | Marcatori | 87’ Pombo |

| Arbitro: | Alberto Undiano Mallenco |

|             |           |             |
| Calleri 36’ | Marcatori | 85’ Rodrigo |

| Arbitro: | Carlos del Cerro Grande |

|                                     |           |  |
| Vietto 30’, 48’, 66’ Maksimović 54’ | Marcatori |  |

| Arbitro: | José González González |

|                        |           |             |
| Guedes 73’ Rodrigo 82’ | Marcatori | 66’ Sobrino |

| Arbitro: | Alfonso Álvarez Izquierdo |

|                                     |                      |                             |
| Munir 73’                           | Marcatori            | 77’ Mina                    |
| Pina Pedraza H. Pérez Munir Sobrino | Tiri di rigore 2 – 3 | Rodrigo Mina Kondogbia Gayà |

| Arbitro: | José María Sánchez Martínez |

|               |           |  |
| L. Suárez 67’ | Marcatori |  |

| Arbitro: | Alberto Undiano Mallenco |

|  |           |                          |
|  | Marcatori | 49’ Coutinho 82’ Rakitić |

## Statistiche

### Statistiche di squadra
| Competizione | Punti | In casa | In casa | In casa | In casa | In casa | In casa | In trasferta | In trasferta | In trasferta | In trasferta | In trasferta | In trasferta | Totale | Totale | Totale | Totale | Totale | Totale | DR  |
| Competizione | Punti | G       | V       | N       | P       | Gf      | Gs      | G            | V            | N            | P            | Gf           | Gs           | G      | V      | N      | P      | Gf     | Gs     | DR  |
| ------------ | ----- | ------- | ------- | ------- | ------- | ------- | ------- | ------------ | ------------ | ------------ | ------------ | ------------ | ------------ | ------ | ------ | ------ | ------ | ------ | ------ | --- |
| Liga         | 73    | 19      | 13      | 3       | 3       | 36      | 16      | 19           | 9            | 4            | 6            | 29           | 22           | 38     | 22     | 7      | 9      | 65     | 38     | +27 |
| Coppa del Re | -     | 4       | 3       | 0       | 1       | 10      | 4       | 4            | 1            | 1            | 2            | 4            | 4            | 8      | 4      | 1      | 3      | 14     | 8      | +6  |
| Totale       |       | 23      | 16      | 3       | 4       | 46      | 20      | 23           | 10           | 5            | 8            | 33           | 26           | 46     | 26     | 8      | 12     | 79     | 46     | +33 |

### Andamento in campionato
| Giornata  | 1 | 2 | 3 | 4 | 5 | 6 | 7 | 8 | 9 | 10 | 11 | 12 | 13 | 14 | 15 | 16 | 17 | 18 | 19 | 20 | 21 | 22 | 23 | 24 | 25 | 26 | 27 | 28 | 29 | 30 | 31 | 32 | 33 | 34 | 35 | 36 | 37 | 38 |
| --------- | - | - | - | - | - | - | - | - | - | -- | -- | -- | -- | -- | -- | -- | -- | -- | -- | -- | -- | -- | -- | -- | -- | -- | -- | -- | -- | -- | -- | -- | -- | -- | -- | -- | -- | -- |
| Luogo     | C | T | C | T | C | T | C | T | C | T  | C  | T  | C  | T  | C  | T  | C  | C  | T  | T  | C  | T  | C  | T  | C  | T  | C  | T  | C  | T  | C  | T  | C  | T  | C  | T  | T  | C  |
| Risultato | v | N | N | N | V | V | V | V | V | V  | V  | V  | N  | P  | V  | P  | P  | V  | V  | P  | P  | P  | V  | V  | V  | N  | V  | V  | V  | V  | V  | P  | P  | N  | N  | P  | V  | V  |
| Posizione | 5 | 8 | 9 | 4 | 4 | 3 | 2 | 2 | 2 | 2  | 2  | 2  | 2  | 2  | 2  | 4  | 3  | 3  | 3  | 3  | 3  | 4  | 4  | 4  | 4  | 3  | 4  | 4  | 4  | 4  | 3  | 3  | 4  | 4  | 4  | 4  | 4  | 4  |